# 선우 (배우)
선우(본명: 권민제, 1985년 1월 28일 ~ )는 대한민국의 뮤지컬 배우이자 가수이다.

## 출연작

### 방송
- 《연예가 중계》 (KBS2)
- 《남자의 자격》 (KBS2)
- 《퀴즈 대한민국》 (KBS2)
- 《용감한 기자들》 (E채널)
- 《Feeling up 시즌 3》 (ETN)
- 《생방송 행복드림 로또 6/45》(MBC) - 게스트 957회

### 드라마
- 《가족의 비밀》 (2014년, tvN)
- 《멜랑꼴리아》 (2021년, tvN) - 제니의 엄마 역

### 공연
- 《원효》- 요석 역  (2011)
- 《내 마음의 풍금》- 양수정 역 (2011)
- 《신의 아그네스》- 아그네스 역 (2011)
- 《셜록홈즈》- (2012)
- 《발칙한 로맨스》- 마수지 역 (2013 ~ 2014)
- 《위대한 캣츠비》- 페르수 역 (2015)
- 《마타하리》- 캐서린 역 (2016)
- 《셜록홈즈》 - (2020)

## 음반
- 《Harmony》 (2010년)
- 《My Classics》 (2015년)

### OST
- 《꽃할배 수사대 OST Part 3》 (2014년)